# Bingley
Bingley es el centro comercial de la ciudad metropolitana de Bradford, en Yorkshire este, Inglaterra. Está situado en el río Aire y Leeds, y el canal de Liverpool. La ciudad tiene una población de 19.884 habitantes, según el censo de 2001.
Los viajes locales incluyen la estación de tren de Bingley, ubicada en el centro de la ciudad y el Aeropuerto Internacional de Leeds Bradford, que se encuentra a 7 millas (11 km) del centro de la ciudad. La B6265 (Main Street), conecta Bingley con Keighley, que corre a través del centro de la ciudad.
Históricamente es una parte del West Riding de Yorkshire, Bingley aparece en Domesday Book (el libro Domesday) del año 1086 como "Bingheleia".

## Historia

### Fundación
Bingley fue fundada probablemente en la época de los sajones, y desde luego su nombre es de origen sajón. Bingley fue fundada por un vado en el río Aire. Este cruce dio acceso a Harden, a Cullingworth y a Wilsden y en el lado sur del río.

### Tiempos normandos

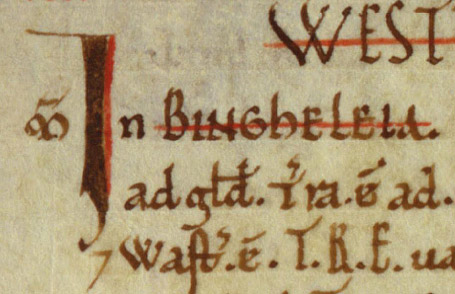
Bingley en el Domesday Book.

En el libro de Domesday de 1086, Bingley aparece como "Bingheleia", con la siguiente descripción:
m In Bingheleia hb. Gospatric iiij car' tra e' ad gld. tra ad ii car' Ernegis de burun h't. & Wast' e'. T.R.E. val, iiij lib'. Silva past' ii leu' lg' & i lat'. Tot' m' e iiij leu' lg' & ii lat'
Que una posible traducción sería: "En Bingheleia, Gospatric tiene una mansión de cuatro carucates de tierra para ser empadronados, tierras de dos arados. Ernegis de Burun tiene y trata los residuos. En la época del rey Eduardo el Confesor, fue valuada en cuatro libras. Woodland tiene pasturas de dos leguas de largo y una de ancho. Todas las tierras son de cuatro de largo y dos de ancho."

### Medioevo
El vado fue sustituido por el Puente de Irlanda. En la época medieval, Bingley era un señorío que se extendía varios kilómetros hacia arriba y abajo el valle del Aire, que se extiende aguas arriba a Marley en las afueras de Keighley, y aguas abajo a Cottingley. Bingley se convirtió en una ciudad comercial con la concesión de una Carta de Mercado en 1212 dada por el rey Juan I.
De acuerdo con las declaraciones de impuestos de la encuesta de 1379, Bingley tenía 130 casas, y probablemente alrededor de 500 personas. Las cercanas ciudades de Bradford, Leeds y Halifax tenían aproximadamente la mitad de esta población. En este momento, Bingley era la ciudad más grande en la zona.
No hay registros cuentan cómo les fue en el Bingley con la Muerte Negra, que asoló Europa en el siglo XIV. Aproximadamente la tercera parte de todas las personas en Europa, morían de esta plaga, a veces acabando con pueblos y aldeas enteras. De acuerdo con los registros de 1379 del impuesto de capitación, en la cercana ciudad de Boulton no tuvieron supervivientes que tasar fiscalmente. Pareciera que la población de Bingley puede haber disminuido relativamente poco.

## Gobierno
Bingley era parte de la Wapentake de Skyrack, que era a su vez parte del West Riding de Yorkshire. En 1974, el West Riding de Yorkshire fue reemplazado por el nuevo condado metropolitano de West Yorkshire y el Consejo del Distrito urbano de Bingley fue disuelto. Bingley se convirtió en un barrio, en el distrito metropolitano de Bradford.

## Clima
Al igual que con todo el Reino Unido, Bingley tiene un clima marítimo, que se caracteriza el clima frío a templado, con condiciones a menudo nublado y húmedo. Esto se ve reforzado por la situación montañosa del norte de Bingley. El funcionario más cercano se reunió la estación de la oficina meteorológica para los cuales se dispone de datos es "Bingley Nº 2", en realidad a un par de millas al sur del centro de la ciudad, y es relativamente elevada, 262 metros sobre el nivel del mar -más elevada que la totalidad del área urbanizada de Bingley, por lo tanto es probable que las temperaturas en el centro de Bingley, en tan sólo 80 metros sobre el nivel del mar, tienden a ser de 1 a 1.5 °C más leves a la redonda- aunque en las frías noches claras esto puede ser revertido, como una inversión de temperatura esperada.
La temperatura más alta registrada desde 1980 en Bingley fue 31.6 °C (88.9 °F) durante agosto de 1990. Más recientemente, la temperatura cayó a 10.8 °C (12.6 °F) el 20 de diciembre de 2010.
| Parámetros climáticos promedio de Bingley No.2, elevación 262 metros (859,6 pies), 1971–2000 | Parámetros climáticos promedio de Bingley No.2, elevación 262 metros (859,6 pies), 1971–2000 | Parámetros climáticos promedio de Bingley No.2, elevación 262 metros (859,6 pies), 1971–2000 | Parámetros climáticos promedio de Bingley No.2, elevación 262 metros (859,6 pies), 1971–2000 | Parámetros climáticos promedio de Bingley No.2, elevación 262 metros (859,6 pies), 1971–2000 | Parámetros climáticos promedio de Bingley No.2, elevación 262 metros (859,6 pies), 1971–2000 | Parámetros climáticos promedio de Bingley No.2, elevación 262 metros (859,6 pies), 1971–2000 | Parámetros climáticos promedio de Bingley No.2, elevación 262 metros (859,6 pies), 1971–2000 | Parámetros climáticos promedio de Bingley No.2, elevación 262 metros (859,6 pies), 1971–2000 | Parámetros climáticos promedio de Bingley No.2, elevación 262 metros (859,6 pies), 1971–2000 | Parámetros climáticos promedio de Bingley No.2, elevación 262 metros (859,6 pies), 1971–2000 | Parámetros climáticos promedio de Bingley No.2, elevación 262 metros (859,6 pies), 1971–2000 | Parámetros climáticos promedio de Bingley No.2, elevación 262 metros (859,6 pies), 1971–2000 | Parámetros climáticos promedio de Bingley No.2, elevación 262 metros (859,6 pies), 1971–2000 |
| Mes                                                                                          | Ene.                                                                                         | Feb.                                                                                         | Mar.                                                                                         | Abr.                                                                                         | May.                                                                                         | Jun.                                                                                         | Jul.                                                                                         | Ago.                                                                                         | Sep.                                                                                         | Oct.                                                                                         | Nov.                                                                                         | Dic.                                                                                         | Anual                                                                                        |
| -------------------------------------------------------------------------------------------- | -------------------------------------------------------------------------------------------- | -------------------------------------------------------------------------------------------- | -------------------------------------------------------------------------------------------- | -------------------------------------------------------------------------------------------- | -------------------------------------------------------------------------------------------- | -------------------------------------------------------------------------------------------- | -------------------------------------------------------------------------------------------- | -------------------------------------------------------------------------------------------- | -------------------------------------------------------------------------------------------- | -------------------------------------------------------------------------------------------- | -------------------------------------------------------------------------------------------- | -------------------------------------------------------------------------------------------- | -------------------------------------------------------------------------------------------- |
| Temp. máx. media (°C)                                                                        | 5.1                                                                                          | 5.2                                                                                          | 7.5                                                                                          | 9.9                                                                                          | 13.8                                                                                         | 16.3                                                                                         | 18.8                                                                                         | 18.4                                                                                         | 15.5                                                                                         | 11.8                                                                                         | 8.0                                                                                          | 6.1                                                                                          | 11.4                                                                                         |
| Temp. mín. media (°C)                                                                        | 0.2                                                                                          | 0.1                                                                                          | 1.4                                                                                          | 2.7                                                                                          | 5.4                                                                                          | 8.3                                                                                          | 10.7                                                                                         | 10.5                                                                                         | 8.5                                                                                          | 5.7                                                                                          | 2.7                                                                                          | 1.2                                                                                          | 4.8                                                                                          |
| Fuente: YR.NO                                                                                |                                                                                              |                                                                                              |                                                                                              |                                                                                              |                                                                                              |                                                                                              |                                                                                              |                                                                                              |                                                                                              |                                                                                              |                                                                                              |                                                                                              |                                                                                              |